# Ligdia batesii
Ligdia batesii är en fjärilsart som beskrevs av Hans Daniel Johan Wallengren 1875. Ligdia batesii ingår i släktet Ligdia och familjen mätare. Inga underarter finns listade i Catalogue of Life.